# Metallyticus violacea
Metallyticus violacea (лат.) — вид богомолов из семейства Metallyticidae. Вид был впервые описан в 1838 году немецким натуралистом Германом Бурмейстером (1807—1892) под первоначальным названием Metalleutica violacea Burmeister, 1838.

## Описание
Встречаются в Юго-Восточной Азии: Калимантан, Мьянма, Малайзия, Суматра, Ява. Длина тела около 3 см, дорзовентрально сплющенное. Длина пронотума 6 мм. Голова, пронотум и передние ноги чёрные. На заднем краю пронотума два буроватых пятна. Бёдра и тазики передних хватательных ног частично буроватые. Отличаются своей блестящей зеленовато-синей окраской, сходной с жуками златками. Передвигаются располагая тело близко к земле, как тараканы. Встречаются на деревьях и под корой, где охотятся на тараканов. Проторакс короткий, жилкование крыльев, сходное с тараканами.

## Синонимы
В синонимику вида входят следующие биномены:
- Metalleutica violacea Burmeister, 1835
- Metallyticus chalybea Serville, 1839
- Metallyticus purpureus Westwood, 1889
- Metallyticus vitripennis Burmeister, 1838